# Dapson
Dapson (diamino-difenil sulfon) je farmakološka supstanca najčešće korišćena u kombinaciji sa rifampicinom i klofaziminom kao multi-lek terapija za tretiranje Mycobacterium leprae infekcije (lepre). On se isto tako koristi za tretiranje Pneumocystis carinii pneumonije koju uzrokuje Pneumocystis jiroveci (P. carinii). Dapson se koristi u kombinaciji sa pirimetaminom u tretmanu malarije, kao i u terapiji Duringovog herpetiformnog dermatitisa.

## Istorija
U ranom 20. veku nemački hemičar Paul Erlih je razvijao teorije selektivne toksičnosti koje su se uglavnom bazirale na sposobnostima određenih boja da ubiju mikrobe. Gerhard Domagk, koji je kasnije dobio Nobelovu nagradu, napravio je značajan progres 1932. godine otkrićem antibakterijskog svojstva prontosil crvene boje. Dalje potraga za aktivnim hemikalijama je dovelo do otkrića dapsona i antibakterijskih sulfonamida.

## Mehanizam
U svojstvu antibakterijskog agenta, dapson inhibira bakterijsku sintezu dihidrofolične kiseline. Iako je strukturno različita of dapsona, sulfonamidna grupa antibakterijskih lekova funkcioniše na istom principu.
Kad se koristi kao tretman za kožnih bolesti koje nisu prouzrokovane bakterijama, dapson dejstvuje putem mehanizma koji nije dovoljno istražen. Postoje tvrdnje da je u slučajevima uboda pauka dapson je često efikasan, međutim klinička istraživanja nisu demonstrirala takvu efektivnost.

## Sinteza
Dapson su prvo napravili From i Vitman 1908. godine. 4,4'-dinitrodifenil sulfid je oksidiran do sulfona u rastvoru kalijum dihromata, glacijalne acetil kiseline, i sumporne kiseline.

## Administracija
Dapson se oralno dozira kao tableta od 100  ili alternativno kao tableta od 25 .

## Spoljašnje veze
- informacija o leku

|  | Molimo Vas, obratite pažnju na važno upozorenje u vezi sa temama iz oblasti medicine (zdravlja). |